# انیاگرام شخصیت

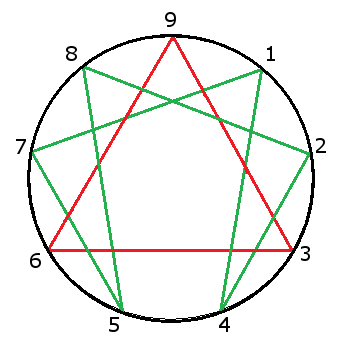

اِنیاگرام (به انگلیسی: Enneagram of Personality) با ریشه یونانی ennéa به معنی «نُه» و گرام به معنی چیزی «نوشته شده» یا «کشیده» شده، نوعی گونه‌شناسی (روان‌شناسی) شخصیت انسانی و مدلی است از روح و روان انسان که اصولاً به عنوان گونه‌شناسی از نه تیپ شخصیتی به هم پیوسته درک شده و آموزش داده می‌شود. اگر چه منشأ و تاریخچه بسیاری از ایده‌ها و نظریه‌های مرتبط با انیاگرام شخصیت مورد بحث است، اما نظریه‌های معاصر انیاگرام اساساً از آموزه‌های اسکار ایچازو معلم روحی و روانی بولیوی گرفته شده‌است.
به عنوان یک تیپ‌شناسی شخصیتی، انیاگرام تعریف کننده نُه نوع شخصیت است که توسط نقاطی از یک شکل هندسی پیرامونی ارتباط بین انواع شخصیت روانی افراد را نشان می‌دهد. برخی از مکاتب فکری مختلف در میان معلمان و مروجان انیاگرام وجود دارند و اختلاف نظرهایی بین آنها در مورد این گونه‌شناسی شخصیتی وجود دارد.
انیاگرام شخصیت از طریق سمینارها، کنفرانس‌ها، کتاب‌ها و مجلات به‌طور گسترده در زمینه‌های مدیریت اجرایی کسب و کار و همچنین معنویت تبلیغ شده‌است. در زمینه‌های کسب و کار معمولاً به عنوان یک نوع‌شناسی برای کسب بینش در مورد پویایی‌های بین فردی در محل کار استفاده می‌شود.
انیاگرام نُه گونهٔ شخصیتی را برای انسان تعریف می‌کند که همگی در یک مُدل هندسی نمایش داده می‌شوند. این ۹ گونه، خود به سه دستهٔ اصلی تفکر، غریزه و احساس تقسیم می‌شوند. انیاگرام ابزاری کارآمد برای درک ابعاد شخصیتی ما است. شخصیت ما بیانگر شیوه عملکرد ما است. هر یک از تیپ‌های نه‌گانه شخصیتی دارای نقاط ضعف و قوت مربوط به خود هستند و انسان‌ها می‌توانند با دانستن چنین مشخصاتی، به خودشناسی و ارتباط بهتر با اطرافیان دست یابند.

## نُه گونهٔ شخصیتی ایناگرام
1. اصلاح‌گر: تأثیرگذار قوی، نکته بین، عدم بروز احساسات ظاهری، ناظم، تصحیح دیگران
2. یاری‌رسان: بدون چشم داشتی به دیگران خدمت می‌کنند - دارای هنر خوب گوش دادن، تسلی دهنده دیگران، بازگوکننده جزئیات زندگی، مبلّغ خوب، مهربان و دلسوز
3. موفقیت طلب: روابط عمومی عالی، امتیاز گیرنده قوی، مقایسه گر، افراط در مدیریت و استرس زا، وفاداری کم، شهرت طلب
4. فردگرا: درون‌گرا، علاقه به عشق و احساسات، خلاق، هنردوست، هنرمند، توانا در کاهش دردهای دیگران، توجه زیاد به همدردی، احساس عدم درک شدن توسط دیگران
5. کنجکاو: عاشق مطالعه، کم حرف و متفکر، ضعیف در حضور جمع، آرشیو ساز، بسیار مطلع، گوشه‌گیر و محقق، دوست ندارد برای فرد وقت و انرژی خود را صرف کند، خود و دانش خود را در خدمت بشریت می‌گذارد.
6. وفادار: بیزار از جنگ و دعوا، تمایل به یک رنگی، تمایل به داشتن کاری مشخص، قابل اطمینان و وفادار و دوست یاب خوب، امنیت خواه، کارآمد در موقعیتهای اجتماعی
7. خوش‌گذران: دارای غم پنهان ولی شاد و سرحال، بیزار از محیط افسرده و یکنواخت، چندکاره، دوستدار شور و شوق و هیجان
8. مبارز: با شهامت، شجاع، اهل مشاجره و مجادله، تلاش در احقاق حقوق دیگران، رک گویی و رک خواهی، تمایل به مطلع شدن از عقاید دیگران، تمایل به کسب و کار مستقل، قدرت طلب، سلطه گر
9. مصلح: حفظ‌کننده آرامش به هر قیمتی، خوش بیان، دید آسان به زندگی، دارای حس همدردی بدون توقع، مشاور و میانجی خوب

## گونهٔ اول: عالی‌طلب و مقرراتی
کسانی که وظیفه‌شناس و با اخلاق با حسی قوی از بایدها و نبایدها هستند، معلمان، صلیبیون و طرفداران تغییر هستند. این افراد پیوسته در تلاش برای بهبود مسائل هستند اما از انجام هرگونه اشتباه در هراس می‌باشند. با سازماندهی منظم، نظم و وسواس زیاد سعی می‌کنند تا استانداردهای بسیار بالایی را در کار خویش حفظ کنند اما خطر لغزش بسوی نگاه انتقادی و آرمان‌گرایی دارند. این افراد معمولاً عصبی و بی صبر هستند. این افراد در بهترین حالت عاقل، فهیم، واقع گرا، ممتاز هستند و حتی می‌توانند از نظر اخلاقی یک قهرمان باشند.
- ترس اولیه: از فاسد بودن، معیوب بودن و بد بودن.
- خواست اولیه: خوب بودن، داشتن کمال، و متعادل بودن
- انگیزه‌های کلیدی: حق طلب، تلاش‌گر برای رسیدن به مراتب بالاتر، بهبود دهنده همه مسائل، ثابت قدم در راستای عقاید خود، خود را ذی‌حق می‌دانند، نقد ناپذیر به‌طوری‌که همه کس نمی‌توانند او را محکوم کند.

## گونهٔ دوم: یاری‌رسان
گونه دوم اشخاصی همدل، صادق، و بسیار مهربان هستند. به‌علاوه آن‌ها بسیار دوستانه برخورد می‌کنند و سخاوتند و فداکار هستند. اما می‌توانند احساساتی، چاپلوس و مردم نواز نیز باشند. این افراد بسیار خوش نیت بوده و به طرف دیگران جذب می‌شوند. اما احتمال دارد به سمت انجام کارهایی برای دیگران بروند که آن‌ها محتاج به آن شوند. این افراد معمولاً با possessiveness و بیان نیازهای خود مشکل دارند. این افراد در بهترین حالت خودخواه نبوده و بشر دوست هستند. آن‌ها معمولاً بسیار به دیگران عشق می‌ورزند.
- ترس اولیه: از مطرود شدن، عاشق بودن بی‌ارزش
- خواست اولیه: احساس عاشق بودن
- انگیزه‌های کلیدی: دیگران دوستش داشته باشند، بیان احساسات خود برای دیگران، مورد نیاز و قدر دانی واقع شدن، پاسخگو به دیگران، مدافع ادعاهای خود
- به ترتیب تیپ شماره دو معطوف به: شما (شخص) گذشته کلی (زمان)

## گونهٔ سوم: حقیقت‌خواه
سه‌ها از خود مطمئن هستند، جذاب و دلربا، جاه طلب، شایسته، و پر انرژی هستند. این افراد می‌توانند هوشیار و بسیار خود محور در جهت پیشرفت باشند. آن‌ها سیاست‌مدار و آماده بخدمت هستند. اما بیش از حد علاقه‌مند به تصویر خودشان و آنچه که دیگران دربارهٔ آن‌ها فکر می‌کنند می‌باشند. آن‌ها معمولاً با مسائلی مانند workaholism و رقابت مشکل دارند. این افراد در بهترین حالت پذیرنده خود، قابل اعتماد و هر چیزی که آن‌ها بنظر می‌رسد باشند مانند مدلی برای الهام بخشی به دیگران، هستند.
- ترس اولیه: از بی‌ارزش بودن
- خواست اولیه: احساس ارزشمند و ارزنده بودن
- انگیزه‌های کلیدی: تأیید شدن توسط دیگران، متمایز کردن خود از دیگران، توجه داشتن، تحسین شدن، و تحت تأثیر قرار دادن دیگران
- به ترتیب تیپ شماره سه معطوف به: تو/شما (شخص) گذشته جزئی/کلی (زمان)

## گونهٔ چهارم: هنرمند
چهارها خودآگاه، حساس و کم حرف هستند. از نظر احساسی صادق و خلاق می‌باشند. این افراد می‌توانند خود آگاه و مودی باشند. با منع کردن خود برای ارتباط با دیگران بدلیلی احساس آسیب‌پذیری و ناتمامی، این اشخاص ممکن است احساس اهانت و رهایی از راه معمولی زندگی داشته باشند. این افراد به‌طور معمول با سودا، خود بزرگ بینی، ترحم بخود مشکل دارند. این افراد در بهترین حالت پذیرنده خود، الهام بخش و خلاق هستند، آن‌ها قادر هستند تا خود را از نو بسازند و تجربیات خود را منتقل کنند.
قابل اعتماد و هر چیزی که آن‌ها بنظر می‌رسد باشند مانند مدلی برای الهام بخشی به دیگران، هستند
- ترس اولیه: از بی‌هویتی یا اهمیت داشتن شخصی
- خواست اولیه: پیدا کردن خود و اهمیت خود (برای ایجاد هویت)
- انگیزه‌های کلیدی:خواهان ابراز خود و فردیت خود، برای زیبا کردن خود و احاطه کردن خود با زیبایی، حفظ احساسات و خلق و خوهای خاص، عقب‌نشینی از حفظ تصویر خود، محافظت از نیازهای احساسی قبل از توجه کردن به چیزی دیگر، جذب منجی.

## گونهٔ پنجم: محقق
پنج‌ها هوشیار، روشنگر و کنجکاو هستند. آن‌ها قادر به تمرکز بر روی توسعه ایده‌ها و مهارت‌های بسیار پیچیده می‌باشند. این افراد مستقل، خلاق و مبتکر بوده و می‌توانند سرگرم افکار و تصورات خیالی خود شوند. آن‌ها جدا، به‌شدت عصبانی و قوی هستند. این افراد به‌طور معمول با بی قاعدگی، پوچ گرایی، و انزوا مشکل دارند. این افراد در بهترین حالت پیشرو رؤیایی، و جلوتر از زمان خود هستند و قادر به دیدن جهان با روشی کاملاً جدید می‌باشند.
- ترس اولیه: از بی‌مصرف بودن، درماندگی و ناتوانی
- خواست اولیه: توانا و شایسته بودن
- انگیزه‌های کلیدی: نیاز به دانش، درک محیط، همه چیز را به عنوان راهی برای دفاع از خود در برابر تهدیدات محیط زیست دیدن

## گونهٔ ششم: منصف
نوعی متعهد و مبتنی بر امنیت هستند. شش‌ها قابل اعتماد، کوشا و مسئولیت پذیر هستند. عیوب را به‌طور فوق‌العاده پیدا می‌کنند و مسائل را پیش‌بینی می‌کنند و همکاری foster دارند و می‌توانند حالت دفاعی، گریزان، و مضطرب بگیرند و درحالی‌که شاکی از استرس زیاد هستند اما در حالت استرس کار می‌کنند. آن‌ها می‌توانند محتاط و دودل باشند اما انفعالی، جسور، و مبارز باشند. این افراد به‌طور معمول با شک و سو ظن به خود مشکل دارند. این افراد در بهترین حالت از نظر درونی پایدار، متکی به خود می‌باشند و شجاعانه از خود و دیگران دفاع می‌کنند.
- ترس اولیه: از عدم حمایت و راهنمایی
- خواست اولیه: داشتن امنیت و آرامش
- انگیزه‌های کلیدی: خواهان امنیت، احساس حمایت از سوی دیگران، یقین و اطمینان داشتن، تست کردن نگرش دیگران نسبت به خود، مبارزه با اضطراب و نا امنی.
- به ترتیب تیپ شماره شش معطوف به: من/ما (شخص) آینده جزئی/کلی (زمان)

## گونهٔ هفتم: تنوع‌طلب
هفت‌ها برونگرا، خوش بین، با استعداد، و با انگیزه هستند. آن‌ها صبور، جسور و عملگرا هستند اما استعدادهای آن‌ها می‌تواند به هرز رود، بیش از حد پراکنده شده و نامنظم شوند. این افراد مرتب به‌دنبال تجربه‌های جدید و جالب هستند، اما می‌توانند با ادامه دادن پریشان و خسته شوند. آن‌ها معمولاً با مسائلی چون بی صبری و عجله کردن مشکل دارند. این افراد در بهترین حالت بر استعدادها و اهداف ارزشمند خود تمرکز می‌کنند، قدر دان، شاد و راضی هستند.
- ترس اولیه: از محرومیت و درد کشیدن
- خواست اولیه: خشنودی و رضایت، برآورده شدن کامل نیازها
- انگیزه‌های کلیدی: خواهان حفظ آزادی و شادی خود، جلوگیری از از دست رفتن تجارب ارزشمند، حفظ خود در مقابل هیجان زدگی، برای جلوگیری از تخلیه درد.
- به ترتیب تیپ شماره هفت معطوف به: ما (شخص) آینده کلی (زمان)

## گونهٔ هشتم: قدرت‌طلب
هشت‌ها با اعتماد به نفس، قوی و قاطع هستند. آن‌ها مدبر، رک و قاطع هستند در عین حال می‌توانند خود مدار و سلطه جو باشند. هشت احساس می‌کند که باید محیط خود و به‌خصوص اطرافیان را کنترل کند و برخی اوقات مبدل به تهدید برای آن‌ها می‌شوند. آن‌ها معمولاً با مزاج خود مشکل دارند و خود را در معرض آسیب قرار می‌دهند. این افراد در بهترین حالت برخود مسلط بوده و از قدرت خود برای بهبود زندگی دیگران استفاده می‌کنند. آن‌ها مبدل به یک قهرمان، سخاوتمند الهام بخش می‌شوند. بر استعدادها و اهداف ارزشمند خود تمرکز می‌کنند، قدر دان، شاد و راضی هستند.
- ترس اولیه: از آسیب دیدن یا کنترل شدن توسط دیگران
- خواست اولیه: محافظت از خود (برای کنترل کردن زندگی و سرنوشت خود)
- انگیزه‌های کلیدی: متکی به خود، برای اثبات قدرت خود و مقاومت در برابر ضعف، مهم بودن در جهان خود، تسلط بر محیط، و کنترل وضعیت خود.
- به ترتیب تیپ شماره هشت معطوف به: او (شخص) حال جزئی (زمان)

## گونهٔ نهم: صُلح‌طلب
نه‌ها با مورد پسند، قابل اعتماد و با ثبات هستند. آن‌ها معمولاً خلاق، خوش بین و حمایت‌کننده هستند اما مایل به همراهی دیگران برای حفظ صلح و آرامش خود هستند. آن‌ها مایل هستند تا همه چیز به آرامی و بدون درگیری پیش رود اما آن‌ها تمایل به خوش گذرانی، ساده کردن مشکلات، و کاهش هر آنچه که باعث ناراحتی آن‌ها می‌شود، هستند. آن‌ها معمولاً با سکون و تنبلی، و معاندت مشکل دارند. این افراد در بهترین حالت سرکش، فراگیر بوده و می‌توانند مردم را گرد هم جمع کرده درگیریها را برطرف کنند.
- ترس اولیه: از جدایی و فراق
- خواست اولیه: داشتن پایداری درونی و آرامش ذهنی
- انگیزه‌های کلیدی: ایجاد هماهنگی در محیط خود، برای جلوگیری از درگیری و تنش، حفظ چیزها همانگونه که هستند، مقاومت در برابر آنچه که آن‌ها را ناراحت می‌کند و برای آن‌ها مزاحمت ایجاد می‌کنند.
- به ترتیب تیپ شماره نه معطوف به: او/آنها (شخص) حال جزئی/کلی (زمان)